# Sant'Eufemia (titolo cardinalizio)
Il titolo cardinalizio di Sant'Eufemia (in latino: Titulus Sanctae Euphemiae) fu eretto da l'8 febbraio 1566 da papa Pio V e fu soppresso nel 1587 da papa Sisto V.
La chiesa su cui insisteva il titolo cadde in rovina alla fine del XVI secolo e le sue vestigia erano ancora visibili nel 1643. Essa si trovava nei pressi dell'attuale via Sant'Eufemia nel rione Monti, vicino alla chiesa del Santissimo Nome di Maria al Foro Traiano.

## Titolari
- Guido Luca Ferrero (8 febbraio 1566 - 6 marzo 1566 nominato cardinale diacono dei Santi Vito e Modesto)
- Francesco Crasso (o Grasso) (6 marzo 1566 - 29 agosto 1566 deceduto)
- Giovanni Aldobrandini (9 giugno 1570 - 20 novembre 1570 nominato cardinale presbitero dei San Simeone profeta)
- Charles d'Angennes de Rambouillet (20 novembre 1570 - 23 marzo 1587 deceduto)